# Дієго Кальво
Дієго Кальво (ісп. Diego Calvo, нар. 25 березня 1991, Сан-Хосе) — костариканський футболіст, фланговий півзахисник норвезької «Волеренги» та національної збірної Коста-Рики.

## Клубна кар'єра
У дорослому футболі дебютував 2010 року виступами за команду клубу «Алахуеленсе», в якій провів три сезони, взявши участь у 58 матчах чемпіонату. 
До складу норвезького клубу «Волеренга» приєднався 2013 року.

## Виступи за збірні
2011 року залучався до складу молодіжної збірної Коста-Рики. На молодіжному рівні зіграв у 12 офіційних матчах.
2013 року дебютував в офіційних матчах у складі національної збірної Коста-Рики. Наразі провів у формі головної команди країни 9 матчів, забивши 1 гол.
У травні 2014 року був включений до заявки збірної для участі у фінальній частині чемпіонату світу 2014.